# Christina Milian (álbum)

## Álbum Christina Milian
Christina Milian
Álbum de estudio de Christina Milian
Lanzado: 9 de octubre de 2001 (Europa)/15 de enero de 2002 (Japón)
Grabado: 2000/2001
Género:	R&B/Pop
Duración: 47:53
Sello discográfico: Def Soul Records
Productores: Jermaine Dupri/Irv Gotti/Bloodshy & Avant/Focus/Montell Jordan/Evan Rogers/Mark Hill
Christina Milian es el álbum debut de la actriz y cantante Christina Milian. El álbum fue lanzado en el 2001, pero solamente fuera de Estados Unidos. El plan del lanzamiento de un álbum nacional fue arruinado por los ataques terroristas del 11 de septiembre de 2001. El álbum cuenta con el sencillo AM to PM que obtuvo un gran éxito en Europa entrando en los primeros lugares de la lista de éxitos y siendo un gran suceso. En este álbum Christina contó con la colaboración de Ja Rule y Charli Baltimore. When You Look at Me fue su segundo sencillo el cual se supo comportar a la altura de su antecesor convirtiéndose en un gran éxito en varios países europeos como en Francia, Alemania, Suecia y el Reino Unido (donde alcanzó el puesto #3). El álbum alcanzó el platino en Reino Unido.

## Lista De Temas
| #   | Title                                      |      |
| --- | ------------------------------------------ | ---- |
| 1.  | Get Away (junto a Ja Rule)                 | 4:14 |
| 2.  | AM to PM                                   | 3:52 |
| 3.  | When You Look at Me                        | 3:43 |
| 4.  | Spending Time (junto a Charli Baltimore)   | 4:32 |
| 5.  | It Hurts When...                           | 4:02 |
| 6.  | You Make Me Laugh                          | 3:38 |
| 7.  | A Girl Like Me (junto a Jermaine Dupri)    | 4:00 |
| 8.  | Twitch                                     | 4:01 |
| 9.  | Until I Get Over You                       | 3:58 |
| 10. | Satisfaction Guaranteed                    | 3:45 |
| 11. | Got To Have You                            | 3:38 |
| 12. | Thank You                                  | 4:28 |
| 13. | Your Last Call (Bonus track)               | 3:38 |
| 14. | Let Go (Bonus Track Japonés)               | 3:42 |
| 15. | You Snooze, You Lose (Bonus Track Japonés) | 3:31 |

## Personal
```
*Dag Alin - Violín
*Hans Akeson - Viola
*Elisabeth Arnberg Ranmo - Viola
*Torbjorn Bernhardsson - Violín
*Asa Forsberg - Violonchelo
*Hanna Gähran - violín
*Per Hammarstrom - violín
*LaMarquis Mark Jefferson - Bajo
*Henrik Jonback - Guitarra
*Thomas Lindberg - Bajo
*Annette Mannheimer - Violín
*Svein H. Martinsen - Violín
*Monika Stanikowska - Viola
*Martin Stensson – Violín
```

## Producción
```
*Productores Ejecutivos: Jeff Fenster, Carmen Milian
*Productores: Bloodshy & Avant, Jermaine Dupri, Focus, Irv Gotti, Mark Hill, Montell Jordan, Evan Rogers
*Asistente Vocales: Montell Jordan, Jeanette Olsson
*Ingenieros: Joe Chiccarelli, Brian Frye, Al Hemberger, Glenn Matullo, Carlisle Young
*Asistentes De Ingenieros: Tom Bender, Stephanie Vonarx
*Directores De Orquesta: Janson & Janson
*Mezcladores: Mick Guzauski, Tony Maserati, Peter Mokran, Brian Springer, Phil Tan
*
A&R
: Hector "Rick Boogie" Aviles, Simon Collins, Jeff Fenster
*Diseño: Shanna Busman
*Dirección Artístico: Shanna Busman
*Fotografía: Tony Duran
```

## Rendimiento En Lista De Éxitos
| Año  | Lista             | Posición |
| ---- | ----------------- | -------- |
| 2001 | UK Lista De Álbum | 23       |

- Datos: Q5110841